# Папандреу, Васо
Васо Папандреу (греч. Βασιλική (Βάσω) Παπανδρέου; 9 декабря 1944, Валимитика — 17 октября 2024, Халандрион, Аттика) — греческий политик и экономист, парламентарий, член Европейской комиссии и министр.

## Биография
В 1969 году окончила экономический факультет Национального университета в Афинах. Она получила степень магистра в 1971 году в Лондонском университете и докторскую степень в 1980 году в Университете Рединга. В первой половине 1970-х годов она жила в Великобритании и работала преподавателем в Эксетерском и Оксфордском университетах. Там она встретила Андреаса Папандреу, находившегося в эмиграции. Вместе с ним она стала соучредителем Всегреческого социалистического движения и была членом центрального комитета этой группы.
В первой половине 1980-х годов она преподавала экономику в Афинах, а также была членом совета директоров банка. В 1985—1989 годах была депутатом Парламента. В 1985—1988 годах Папандреу была заместителем министра промышленности, энергетики и технологий, затем до 1989 года заместителем министра торговли.
Затем она перешла на работу в Европейскую комиссию, которую возглавлял Жак Делор. В Еврокомиссии с 1989 по 1993 год Папандреу отвечала за социальные вопросы и занятость, промышленность, образование, дела молодёжи и отношения с ЭКОСОС. Затем она вернулась в национальную политику. В 1993 году она была переизбрана депутатом и переизбиралась на следующих выборах в 1996, 2000, 2004, 2007 и 2009 годах. Она заседала в греческом парламенте непрерывно до 2012 года. В правительстве Костаса Симитиса она занимала должности министра сотрудничества в целях развития (1996—1999), министра внутренних дел, государственной службы и децентрализации (1999—2001) и министра окружающей среды и общественных работ (2001—2004). В 2012 году, за несколько месяцев до окончания парламентского срока, её исключили из фракции Всегреческого социалистического движения за решение проголосовать против среднесрочной программы правительства Лукаса Пападимоса в контексте Второго меморандума.
Папандреу добилась ускорения и завершения крупных проектов страны, внеся решающий вклад в подготовку Олимпийских игр.
Она умерла от хронической болезни в своём доме в Халандрионе 17 октября 2024 года в возрасте 79 лет.